# Lanzenblatt von Wurmlingen
Das Lanzenblatt von Wurmlingen (teilweise auch als Lanzenspitze oder Speerblatt gelistet) ist ein archäologischer Fund eines Lanzenblattes mit Runeninschrift und Symbolen respektive Ornamenten in Silbertauschierung bei Wurmlingen im heutigen Landkreis Tuttlingen in Baden-Württemberg.

## Fundgeschichte
Beim Bau der Bahnstrecke Plochingen–Immendingen wurde am Nordwestausgang des Dorfes Wurmlingen ein merowingisches, am Südwestausgang des Ortes ein alamannisches Gräberfeld verschiedentlich angeschnitten. Das Gräberfeld wurde erstmals 1866/67 untersucht.
Im Jahr 1929, beim zweigleisigen Ausbau der Strecke, wurde im Bereich des heutigen Haltepunktes Wurmlingen Mitte, an der Kreuzung der Eisenbahn mit der Straße nach dem Konzenberg, abermals das Reihengräberfeld angeschnitten, woraufhin es unter der Leitung von Walther Veeck nach damaligen Kenntnisstand ausgegraben wurde.
Aus Grab 2, einem Männergrab, konnte besagtes Lanzenblatt geborgen werden. Insgesamt wurden hier 75 Gräber untersucht.

## Beschaffenheit
Das rund 27 Zentimeter lange Lanzenblatt weist eine Form auf, die von Skandinavien bis Italien verbreitet ist. Das angetroffene Exemplar ist wohl in das letzte Drittel des 6. Jahrhunderts zu datieren. Es war ursprünglich über eine vierkantige Tülle auf einen hölzernen Schaft aufgesetzt. Das Wurmlinger Lanzenblatt ist beidseitig mit silbertauschierten Ornamenten verziert. Auf einer Seite findet sich eine silbertauschierte Runeninschrift. Die Seite ohne Runen weist unterhalb der Mittelrippe vier stimmgabelartige Zeichen auf, die sich gespiegelt abwechseln. Dahinter befindet sich noch ein Zeichen, das einem „G“ gleicht. Die rechtsläufige Runeninschrift ᛬ᛞᛟᚱᛁᚻ, die als :dorih zu transliterieren ist (die frühere Lesung idorih ist abzulehnen) befindet sich auf der unteren Kante. Mit der in der Runenschrift üblichen Einfachschreibung von Doppelkonsonanten kann die Folge als dorrih transkribiert werden, die sicherlich als Personenname zu deuten ist. Auf der oberen Kante sind runenähnliche Phantasiezeichen auszumachen. Es ist davon auszugehen, dass die Inschrift zusammen mit der aufgefundenen Gürtelgarnitur speziell für die Bestattung angefertigt wurde.

## Bedeutung
Die Wichtigkeit dieser Inschrift liegt in der Tatsache begründet, dass sich hier der älteste voralthochdeutsche Beleg für die eingetretene zweite Lautverschiebung findet. Das Hinterglied gehört mit Lautverschiebung urgerm. *k > ahd. h zu urgerm. *rīka- 'reich, mächtig'.

## Fundverbleib
Die Funde wurden der Staatlichen Altertümersammlung (heute Archäologische Sammlungen des Landesmuseum Württemberg im Altes Schloss in Stuttgart) zugeführt. Neben dem Lanzenblatt umfassten die damaligen aufgefundenen Grabbeigaben ein zerbrochenes Sax, den Rest eines Messers, Fragmente der Gürtelgarnitur, eine ovale Schale sowie einen Knopf.